# الدار الحمرة (أولاد عبد الله)
الدار الحمرة هو دُوَّار يقع بجماعة عكرمة، إقليم الرحامنة، جهة مراكش آسفي في المملكة المغربية. ينتمي الدوّار لمشيخة أولاد عبد الله التي تضم 11 دوار. يقدر عدد سكانه بـ 456 نسمة حسب الإحصاء الرسمي للسكان والسكنى لسنة 2004.

## روابط خارجية
- البوابة الوطنية للجماعات الترابية
- المندوبية السامية للتخطيط